# Iasna Poleana, Novotroiițke
Iasna Poleana (în ucraineană Ясна Поляна) este un sat în comuna Novopokrovka din raionul Novotroiițke, regiunea Herson, Ucraina.

## Demografie
Componența lingvistică a localității Iasna Poleana
     Rusă (65,22%)
     Ucraineană (34,78%)
Conform recensământului din 2001, majoritatea populației localității Iasna Poleana era vorbitoare de rusă (65,22%), existând în minoritate și vorbitori de ucraineană (34,78%).